# Asperilla
Asperilla o La Asperilla és un despoblat espanyol de la província de Càceres, pertanyent al terme municipal de Casas del Castañar. Estava ubicat a Valle del Jerte al costat del riu Jerte. A principis del segle XIX vivien aquí setze o vint veïns (famílies), però la localitat va ser cremada dues vegades pels francesos durant la Guerra Peninsular. El 1834 estava encara poblada i es va constituir breument com a municipi del partit judicial de Plasència, però l'ajuntament no va arribar a consolidar-se i immediatament es va annexar a Casas del Castañar. Al cens del 1842 el municipi es denominava "Casas del Castañar y Asperilla", però la denominació "y Asperilla" no va durar gaire i ja no s'esmenta en el cens de 1857.

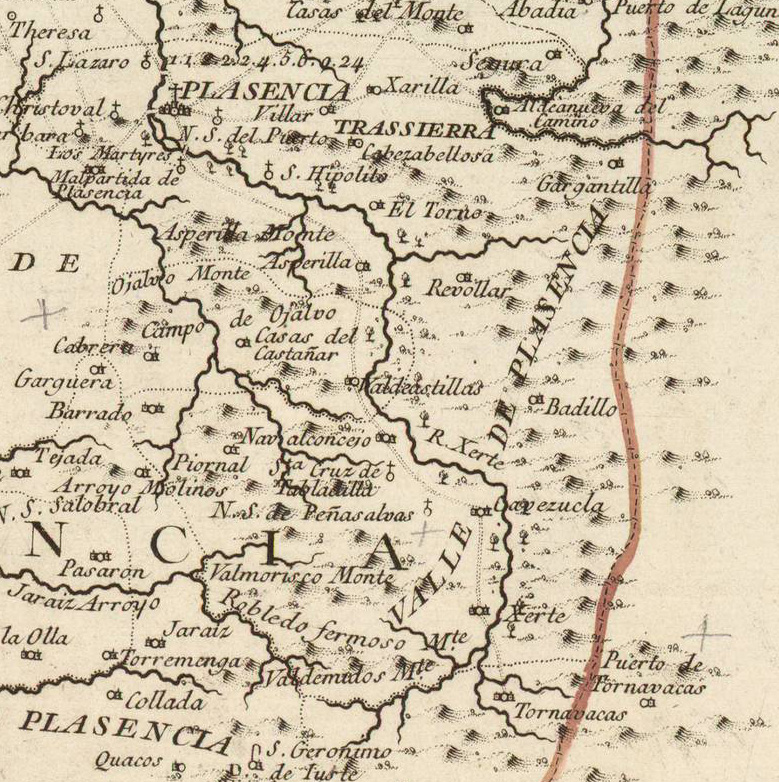
Mapa de 1766 que mostra tant a Casas del Castañar com a Asperilla.

A mitjans del segle XIX quedaven una fonda pública, les runes de la seva església, un pont de fusta en mal estat i dues cases. Els erms se'ls van repartir entre El Torno i Casas del Castañar.